# Дебьен, Татьяна
Татьяна Дебьен (фр. Tatiana Debien; род. 30 января 1991, Новоалександровск, Ставропольский край) — французская спортсменка, борец вольного стиля, призёр чемпионата мира и чемпионатов Европы. Бронзовый призёр Средиземноморских игр 2022 года.

## Биография
Родилась в 1991 году в России в Ставропольском крае. В 2023 году завоевала бронзовую медаль в весовой категории до 55 кг на чемпионате Европы 2023 года, проходившем в Загребе. Выступала в весовой категории до 53 кг среди женщин на чемпионате Европы по борьбе 2024 года, проходившем в Бухаресте.
В 2024 году участвовала в Европейском квалификационном турнире по борьбе в Баку, но не смогла пройти отбор на летние Олимпийские игры 2024 года. Уступила в первом же поединке. На чемпионате мира 2024 года в Тиране завоевала бронзовую медаль, одолев в поединке за третье место американскую спортсменку.
В апреле 2025 года на чемпионате Европы в Братиславе в весовой категории до 55 кг завоевала серебряную медаль. В финальной схватке уступила сопернице из России Екатерине Вербиной.